# Epomophorus minimus
Epomophorus minimus es una especie de murciélago de la familia Pteropodidae.

## Distribución geográfica
Se encuentra en Etiopía, Kenia, Somalia, Tanzania y Uganda.

## Hábitat
Su hábitat natural son:  áreas  rocosas y sabanas secas.

## Estado de conservación
Se encuentra amenazada de extinción por la pérdida de su hábitat natural.